# Per Brahe den yngre
Per Brahe den yngre (født 18. februar 1602, død 12. september 1680) var en svensk greve.
Brahe hørte til Gustaf 2. Adolfs nærmeste omgivelser under den polske og en del af den tyske krig og
udmærkede sig her ved tapperhed og militær dygtighed. Også under Karl 10. Gustav af deltog han
i krigsbegivenhederne. 1630 blev han rigsråd. 1635 førte han fredsforhandlingerne med Polen.
1637-40 og 1648-54 var han generalguvernør over Finland og gjorde en kæmpe indsats i dette land. Han omorganiserede administrationen, indførte postvæsen, traf anstalter til landets opmåling og til en bedre ordning af skatterne, forbedrede vilkårene for de fleste erhverv og anlagde flere byer. Også for undervisningen arbejdede Brahe med held. I 1640 indviedes universitetet i Åbo, der blev grundlagt af Brahe.
I 1641 blev Brahe rigsdrost og indtrådte samtidig i formynderregeringen. Efter Karl 10. Gustavs død blev han for anden
gang rigsformynder, og han var i det vanskelige år 1660 den fornemste leder af Sveriges indre og ydre politik. Snart derefter begyndte
alderen at formindske hans arbejdsevne, og han opholdt sig nu ofte på sine store godser. Brahe var en udpræget aristokrat, men bar
faderlig omsorg for sine undergivne.